# Produit intérieur brut du Mexique
Le PIB du Mexique a considérablement chuté en 1995 en raison de la dévaluation du peso en décembre 1994. Depuis il a connu des phases de croissance très importantes grâce à l'intégration du Mexique dans l'ALENA, la zone de libre échange qui regroupe le Canada, les États-Unis et le Mexique. 
Le Mexique avait enregistré le 12e plus grand PIB au monde en 2004. Il est aussi la 8e puissance commerciale au monde.
Le PIB mexicain est de loin le plus important d'Amérique Latine devant le Brésil et l'Argentine. C'est aussi le marché le plus important de cette région. En effet, il représente à lui seul 50 % des importations et exportations d'Amérique Latine.
Ces dernières années ont néanmoins vu un ralentissement de la croissance économique du pays. L'économie mexicaine a en effet du encaisser le ralentissement économique de son grand voisin américain. On observe une certaine accélération depuis 2004 avec une croissance du PIB de 4.3 %. Cette embellie est malheureusement insuffisante pour éradiquer la pauvreté qui touche encore une partie importante de la population. D'importantes réformes structurelles sont encore nécessaire pour accélérer la croissance économique et profiter du potentiel du pays. 
Les gouvernements successifs de Ernesto Zedillo puis Vicente Fox ont réussi à moderniser le pays et à doter le Mexique d'une indiscutable stabilité macroéconomique qui protège le pays des chocs extérieurs et renforce la confiance des investisseurs internationaux.

## PIB
- PIB en prix et PPA courant :

2000 : 887,85 milliards de dollars
2001 : 909 milliards de dollars
2002 : 929,1 milliards de dollars
2003 : 982,6 milliards de dollars
2004 : 1 006 milliards de dollars
Source:  OCDE
NB: PPA est l'abréviation de Parité de Pouvoir d'Achat. L'OCDE a modifié sa méthodologie pour calculer le PIB d'un pays puisque le PPA donne une vision plus exacte de la richesse que les versions précédentes.
- À titre de comparaison, PIB en prix et PPA courants :

Espagne (2004) :      937 milliards de dollars
Canada (2004) :   1 023 milliards de dollars
France (2004) :   1 737 milliards de dollars
États-Unis (2004) : 11 750 milliards de dollars
Source:  OCDE

## Croissance du PIB
- 1993 :  1,5 %
- 1994 :  3,5 %
- 1995 : -6,3 % (Dévaluation du Peso et forte crise économique)
- 1996 :  5,1 %
- 1997 :  6,8 %
- 1998 :  4,9 %
- 1999 :  3,9 %
- 2000 :  6,7 %
- 2001 : -0,3 %
- 2002 :  0,9 %
- 2003 :  1,4 %
- 2004 :  4,3 %
- 2005 :  3,8 % Estimé

## PIB par habitant
2002 : 9 000 dollars (en PPA)
2003 : 9 000 dollars (en PPA)
2004 : 9 600 dollars (en PPA)
France (2004) : 28 700 dollars (en PPA)
États-Unis (2004) : 40 100 dollars (en PPA)
Source: CIA - The World Factbook

## Secteurs du PIB
2004
- Secteur primaire (agriculture et mines) : 4 %
- Secteur secondaire (Industrie) : 27,2 %
- Secteur tertiaire (services) : 68,9 %

Source: CIA - The womolrld Factbook

## Classement du PIB du Mexique
- 2000 :
- 2001 :
- 2002 : 14e puissance économique
- 2003 :
- 2004 : 12e puissance économique